# Criptolobifèrides
Els criptolobifèrides (Cryptolobiferida) són un ordre de ctenòfors de las classe dels tentaculats.

## Taxonomia
L'ordre Cryptolobiferida inclou una sola família amb dos gèneres i dues espècies:
- Família Cryptolobatidae Ospovat, 1985
  - Gènere Cryptolobata Moser, 1909
    - Cryptolobata primitiva Moser, 1909

  - Gènere Lobocrypta Dawydoff, 1946
    - Lobocrypta annamita Dawydoff, 1946